# هيلين فيبينجيروفا
هيلين فيبينجيروفا (بالتشيكية: Helena Fibingerová) هي رامية جلة تشيكية ولدت في يوم 13 يوليو 1949 في قرية فايسميريك في تشيكوسلوفاكيا. أبرز إنجازاتها هو فوزها بالميدالية البرونزية في دورة الألعاب الأولمبية الصيفية 1976 في مونتريال. كما فازت بالميدالية الذهبية في بطولة العالم لألعاب القوى 1983 في هلسنكي، وفازت أيضاً بميداليتين فضيتين وميدالية برونزية في بطولات أوروبا لألعاب القوى. حطمت الرقم القياسي العالمي مرتين، في سنة 1974 وسنة 1976، وأفضل رقم شخصي لها هو 22.32 متر وهو رقم قياسي بقي صامد حتى سنة 1985 بعد أن حطم من قبل الألمانية إيلونا سلوبيانيك.